# Egipto en los Juegos Olímpicos de México 1968
Egipto, bajo el nombre de República Árabe Unida, estuvo representado en los Juegos Olímpicos de México 1968 por un total de 30 deportistas masculinos que compitieron en 7 deportes.
El equipo olímpico egipcio no obtuvo ninguna medalla en estos Juegos.